# Moosacher St.-Martins-Platz
Moosacher St.-Martins-Platz - stacja metra w Monachium, na linii U3. Znajduje się pomiędzy stacjami Moosach i Olympia-Einkaufszentrum. Stacja została otwarta 11 grudnia 2010.